# Indohya haroldi
Espèce
Indohya haroldi est une espèce de pseudoscorpions de la famille des Hyidae.

## Distribution
Cette espèce est endémique du Kimberley en Australie-Occidentale. Elle se rencontre vers Theda Pass.

## Description
Le mâle holotype mesure 1,21 mm et la femelle paratype 1,27 mm.

## Étymologie
Cette espèce est nommée en l'honneur de Greg Harold.

## Publication originale
- Harvey & Volschenk, 2007 : Systematics of the Gondwanan pseudoscorpion family Hyidae (Pseudoscorpiones: Neobisioidea): new data and a revised phylogenetic hypothesis. Invertebrate Systematics, vol. 21, no 4, p. 365-406.